# Slamet
Slamet (indonesisch Gunung Slamet) ist ein aktiver Schichtvulkan auf der indonesischen Insel Java. Er befindet sich in der Provinz Zentral-Java, etwa 20 Kilometer nördlich der Stadt Purwokerto.
Mit einer Höhe von 3428 m ist er der zweithöchste Berg der Insel Java. Der Vulkan hat mehrere Schlackenkegel an der Südost-Nordostseite und einen weiteren Schlackenkegel an der Westflanke.
Ausbrüche werden seit dem 18. Jahrhundert registriert. Der letzte Ausbruch fand im Jahr 2009 statt.